# Saignelégier
Saignelégier est une commune suisse du canton du Jura et chef-lieu du district des Franches-Montagnes.

## Géographie
À une altitude d'environ 980 m, la commune de Saignelégier est située à 25 km de La Chaux-de-Fonds et à 32 km de Delémont et est le chef-lieu des Franches-Montagnes. C'est un centre d'activités touristiques régionales d'été et d'hiver. Le village s'est construit dans une légère dépression de plateau franc-montagnard, en surplomb de la vallée profondément découpée du Doubs. Il est séparé des Pommerats au nord par Le Haut Bémont (1 075 m). Au sud, le point le plus élevé (1 088 m) est situé en dessus du Chaumont. Sur le territoire communal se trouvent deux zones de marais : l'étang de la Gruère et l'étang des Royes.
La commune de Saignelégier mesure 31,64 km2. 5.4 % de cette superficie correspond à des surfaces d'habitat ou d'infrastructure, 49,1 % à des surfaces agricoles, 43,7 % à des surfaces boisées et 1,8 % à des surfaces improductives.
Les hameaux suivants font partie de la commune : Les Cerlatez (1 003 m), La Theurre (1 012 m) et Le Chaumont (1 044 m).
Au 1er janvier 2009, la commune a fusionné avec celles des Pommerats et de Goumois. Le nouveau territoire de 3 175 ha (31,75 km2) s'étend du bord du Doubs à l'étang de la Gruère.

## Toponymie
Le nom de la commune signifie « marais de Légier » : il se compose du substantif sagne (marais, marécage, herbes de marais) et d'un nom de personne, Légier ou Léger.
Sa première occurrence écrite date de 1294, sous la forme de Saignelegier.
La commune se nomme Sèneleudjî en patois taignon.
Son ancien nom allemand est Sankt Leodegar, le premier élément du toponyme ayant été confondu avec saint.

## Histoire

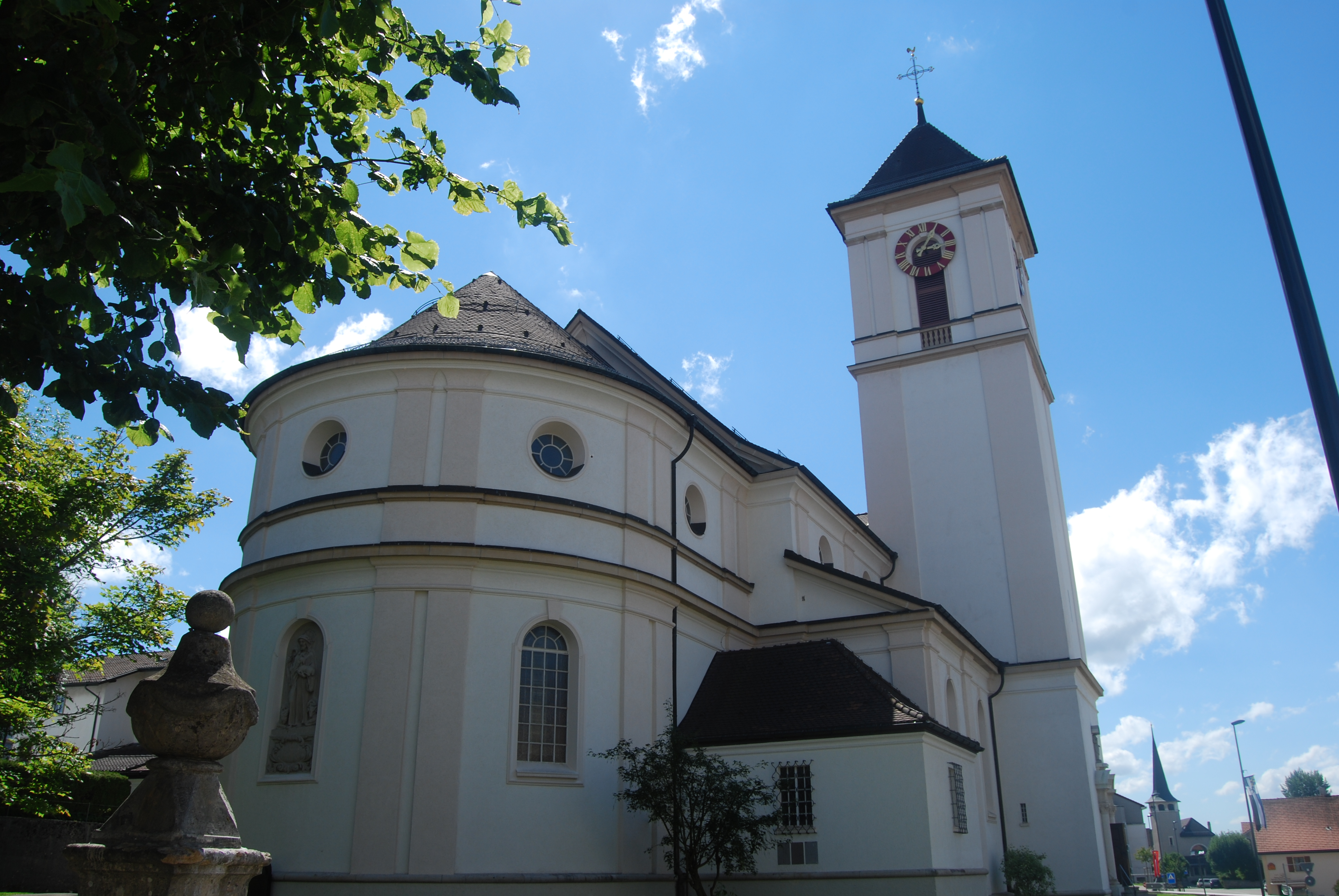
Église Notre-Dame de l'Assomption.

Vue aérienne (1955)

Le village est mentionné pour la première fois en 1382 sous le nom de Sonnelegilier, puis de Saigneligier en 1454. Saignelégier dépendit d'abord de la paroisse de Montfaucon. Une chapelle y était établie dès 1397. Sa position au centre des Franches-Montagnes fit de Saignelégier le lieu où se traitaient les affaires et se rendait la justice ; le curé de Montfaucon s'y installa en 1594. Saignelégier fut érigé en paroisse indépendante en 1629. Le village est devenu la résidence des châtelains de la Seigneurie de la Franche-Montagne des Bois au XVIIe siècle.
De 1793 à 1815, Saignelégier a fait partie de la France, au sein du département du Mont-Terrible, puis, à partir de 1800, du département du Haut-Rhin, auquel le département du Mont-Terrible fut rattaché. Par décision du Congrès de Vienne, le territoire de l'ancien Évêché de Bâle fut attribué au canton de Berne, en 1815. Au XIXe siècle, Saignelégier est devenu le siège de la préfecture du district des Franches-Montagnes. Depuis le 1er janvier 1979, Saignelégier fait partie du canton du Jura. Depuis le 1er janvier 2009, Saignelégier a absorbé les communes de Goumois et des Pommerats.
Les armoiries des nobles de Spiegelberg (miroir, montagne) sont devenues plus tard celles du district des Franches-Montagnes et de la commune de Saignelégier.
Familles originaires de la commune : Aubry, Brossard, Cattin, Chappatte, Chipret, Ecabert, Erard, Farine, Fattet, Frésard, Froidevaux, Jobin, Loriol, Monnat, Pépe, Perretgentil, Québatte, Rebetez, Richard, Simon, Viatte, Voisard, Rothenbuhler.

## Population et société

### Surnom
Les habitants de la commune sont surnommés les Loitchous, soit ceux qui lèchent, les gourmands en patois taignon.

### Démographie

#### Évolution de la population
La commune compte 2 568 habitants au 31 décembre 2023 pour une densité de population de 81 hab/km2. Sur la période 2010-2023, sa population a augmenté de 2,7 % (canton : 6,4 % ; Suisse : 9,4 %).  

#### Pyramide des âges
En 2023, le taux de personnes de moins de 30 ans s'élève à 30,6 %, au-dessous de la valeur cantonale (32,1 %). Le taux de personnes de plus de 60 ans est quant à lui de 32,7 %, alors qu'il est de 29,4 % au niveau cantonal.
La même année, la commune compte 1 262 hommes pour 1 306 femmes, soit un taux de 49,1 % d'hommes, inférieur à celui du canton (49,5 %).
| Hommes | Classe d’âge | Femmes |
| ------ | ------------ | ------ |
| 0,8    | 90 ans ou +  | 1,8    |
| 9,0    | 75 à 89 ans  | 10,3   |
| 20,8   | 60 à 74 ans  | 22,7   |
| 18,2   | 45 à 59 ans  | 19,7   |
| 19,4   | 30 à 44 ans  | 16,1   |
| 19,1   | 15 à 29 ans  | 16,8   |
| 12,7   | - de 14 ans  | 12,6   |

| Hommes | Classe d’âge | Femmes |
| ------ | ------------ | ------ |
| 0,7    | 90 ans ou +  | 1,8    |
| 8,6    | 75 à 89 ans  | 10,7   |
| 18,2   | 60 à 74 ans  | 18,8   |
| 20,3   | 45 à 59 ans  | 20,5   |
| 18,4   | 30 à 44 ans  | 17,8   |
| 18,1   | 15 à 29 ans  | 16,0   |
| 15,6   | - de 14 ans  | 14,4   |

## Culture et patrimoine

### Héraldique
| Blason | Blasonnement : D'or au miroir d'argent bordé de sable sur un mont de six coupeaux de gueules. |

### Personnalités
- Jean-Pierre Portschy (1749-1828), général des armées de la République française, y est né.

- Saignelégier est le village d'enfance de la comédienne et humoriste Zouc, qui vit le jour dans la ville voisine de Saint-Imier le 29 avril 1950.

### Folklore et manifestations
- Marché-concours de Saignelégier, organisé chaque année, le 2e week-end d'août.

Marché-Concours
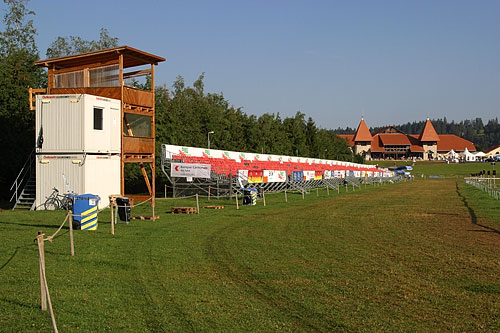
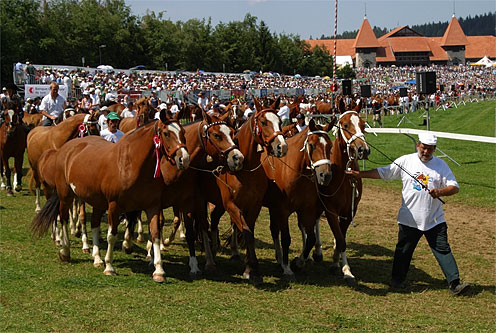
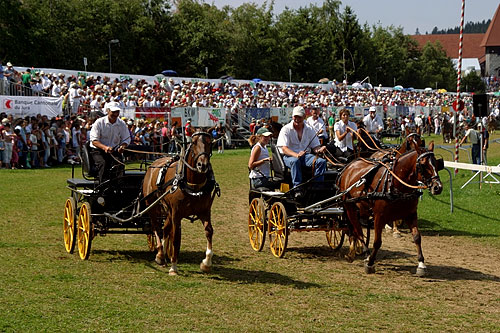

## Économie
- Franches-Montagnes (cheval)
- La Brasserie des Franches Montagnes
- Maurice Lacroix, entreprise horlogère

## Tourisme

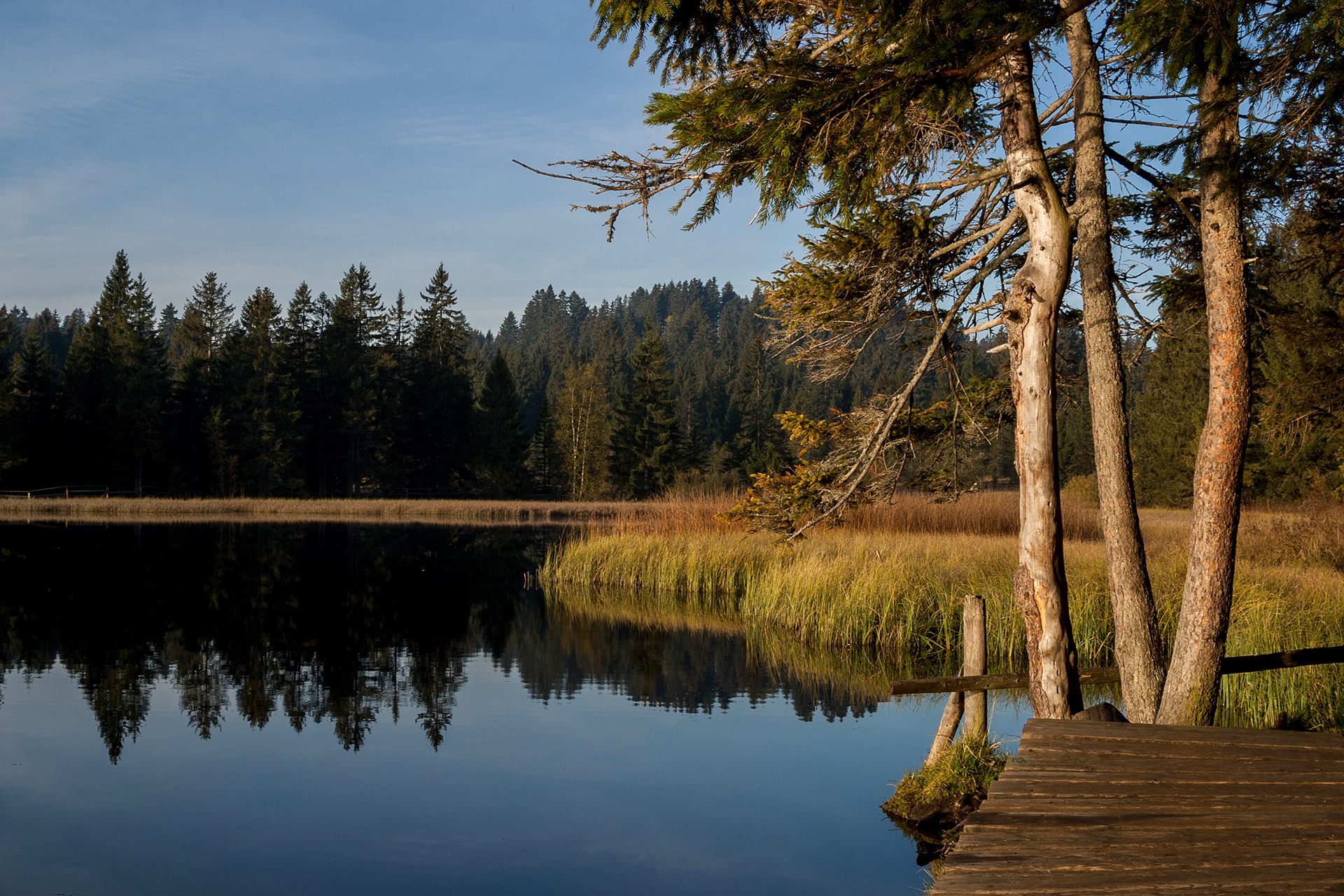
Étang de la Gruère.

- Église catholique-romaine Notre-Dame de l'Assomption, construite en 1927-1928 dans un style néo-baroque et dont le maître-autel provient de l'ancienne abbaye de Bellelay. Grand Orgue de 56 jeux.
- La préfecture servit de résidence administrative au bailli épiscopal. Cette construction massive à toit en croupe avec la tour-prison adjacente remonte à la fin du XVIe siècle.
- Hameau des Cerlatez, au sud-est de Saignelégier, fermes typiques des Franches-Montagnes.
- Étang de la Gruère.

## Sport
Saignelégier est aussi un village spécialisé dans la pratique du tir à l'arc. En effet, un terrain d'entraînement est disponible pour les membres des archers de la Saigne. Ce club évolue à tous les niveaux, et obtient chaque année de brillants résultats lors des championnats suisses. Le club a été fondé en 1996, et est affilié à l'association suisse de tir à l'arc (ASTA/SwissArchery). De ce fait, les membres licenciés peuvent participer à des compétitions de haut niveau.
Les archers de la Saigne organiseront les championnats suisses 3D 2015-2016. Cet évènement sera une première pour le canton du Jura.

## Transports
La commune est au centre de deux axes de communication (Delémont - La Chaux-de-Fonds et Tavannes - Goumois). La ligne de chemin de fer Saignelégier – La Chaux-de-Fonds a été ouverte le 7 décembre 1892. Une liaison en direction de Glovelier suivit le 21 mai 1904. La localité est également desservie par des bus.
- Chemins de fer du Jura :
  - Ligne ferroviaire La Chaux-de-Fonds – Le Noirmont – Saignelégier – Glovelier
  - Ligne de bus Saignelégier – Montfaucon – Glovelier

- CarPostal :
  - Ligne Tramelan – Saignelégier – Goumois